# Пушкин, Яков Степанович
Яков Степанович Пушкин (? — 1699) — русский стряпчий (1676), стольник (1684), окольничий (1686), боярин (1691).

## Биография
Дата и место рождения не известны. Представитель дворянского рода Пушкиных. Второй сын воеводы и окольничего Степана Гавриловича Пушкина (умер в 1656). Старший брат — боярин и воевода Матвей Степанович Пушкин (около 1630—1706).
В 1675 году Я. С. Пушкин был на смотре и на выезде против «кизильбашских» послов в выборной сотне Петра Васильевича Шереметева. В 1677 году у него и у его свояка, князя Фёдора Юрьевича Ромодановского (будущего «князя-кесаря»), женатого на княжне Евдокии Васильевне Львовой, была длительная судебная тяжба с Макарьевским Желтоводским монастырем. Из-за ошибки подьячего Балахонской площади Троицкий погост с починками, принадлежавшие монастырю, были записаны в вотчину за князем Михаилом Васильевичем Львовым, а после него отказаны в Поместном приказе зятьям его: Якову Степановичу Пушкину и князю Фёдору Юрьевичу Ромодановскому, женатым на его сестрах. По челобитью келаря и братии Желтоводского монастыря, дело было рассмотрено вновь, и Троицкий погост с починками возвращены монастырю, а «отказщику, Балахонские площади, подьячему Оброске Вершинину… велели учинить наказанье в торговой день, при многих людех, на козле бить кнутом нещадно, чтоб, смотря на то, иным так впредь делать было неповадно».
В 1684 году из-за неявки в «поход» царя Иоанна Алексеевича в село Хорошево, стольник Яков Степанович Пушкин был лишён чина и записан в городовые дворяне по Новгороду. Однако в 1686 году он был пожалован в окольничие.
В 1689 году Я. С. Пушкин сопровождал царя Иоанна Алексеевича и царевну Софью Алексеевну в Троице-Сергиев и Донской монастыри. В 1689—1690 годах участвовал в крестных ходах в Москве.
В 1691 году Яков Степанович Пушкин получил боярский сан.
Умер в 1699 году.

## Семья и дети
Был трижды женат. В 1673 году первым браком женился на княжне Евдокии Васильевне Львовой (ум. 1685), дочери князя Василия Петровича Львова. Дети от первого брака:
- Мария Яковлевна Пушкина
- Ирина Яковлевна Пушкина, 1-й муж с 1700 года князь Пётр Иванович Шаховской (ум. 1706), 2-й муж с 1714 года князь Пётр Фёдорович Мещерский (ум. 1714), 3-й муж с 1716 года Иван Иванович Цыклер.

В 1685 году вторично женился на Фёкле, дочери Ивана Артемьевича Мартюхина. В третий раз женился на Евдокии Ивановне Лениной (ум. после 1700). Детей от второго и третьего брака не имел.